# Malcolmia graeca
Malcolmia graeca là một loài thực vật có hoa trong họ Cải. Loài này được Boiss. & Spruner mô tả khoa học đầu tiên năm 1843.